# Kim Byung-soo
Kim Byung-soo (* 24. November 1970) ist ein ehemaliger südkoreanischer Fußballspieler, der zuletzt bei Ōita Trinita spielte. Zuletzt stand er als Trainer von Gangwon FC unter Vertrag.

## Karriere als Spieler

### Jugendzeit
Kim Byung-soo besuchte von 1985 bis 1987 die Gyeongshin High School. Von 1988 bis 1991 studierte er an der Korea University.

### Fußball-Karriere in Südkorea
Im Jahr 1992 ging Kim Byung-soo zu Jeil Bank FC und blieb dort bis zum Ende des Jahres. 1993 wechselte er zum japanischen Fußballverein Cosmo Oil Yokkaichi FC. Dort blieb er bis 1996. Danach wechselte er für ein Jahr zu Ōita Trinita. Ende 1997 beendete er nach fünf Jahren seine Fußballspieler-Karriere und wurde Trainer.

## Karriere in der Nationalmannschaft
Kim Byung-soo spielte 1987 für die U-17, von 1991 bis 1992 für die U-23 und von 1989 bis 1992 für die Südkoreanische Fußballnationalmannschaft.

## Karriere als Trainer
Seine Karriere als Trainer begann er als Co-Trainer an der Korea University. Dort blieb er nur ein halbes Jahr, ehe er im selben Jahr in die Jugendakademie der Pohang Steelers wechselte. Dort wurde er ebenfalls Co-Trainer. Er blieb bis 2002, danach wurde er bis 2004 zweiter Co-Trainer der ersten Mannschaft. Von 2005 bis 2006 war er Co-Trainer. 2007 wurde er Technischer Leiter der Pohang Steelers. 2008 ging er an die Yeungnam University, wo er Trainer wurde. Dort führte er acht Jahre die Jugendmannschaft durch die U-League. 2017 trat der Trainer von Seoul E-Land FC Park Kun-ha überraschend zurück, Kim Byung-soo wurde sein Nachfolger.